# Briceño (Boyacá)

Localização de Briceño no departamento de Boyacá.

Briceño é uma cidade do departamento de Boyacá.